# بهمن جادویه
بهمن جادویه یا بهمن جازویه یا به عربی بهمن زاذویه، یا بهمن مردانشاه (آمده در برخی روایات) با نام کامل بهمن جازویه رامهرمزی، یک نجیب‌زاده از خاندان سورن و اهل رامهرمز بود که در دههٔ ۶۳۰ میلادی در اواخر دوران ساسانی و در طی حمله اعراب به ایران فرمانده سپاه ایران در منطقه سواد بود.
شهرت او بیشتر بخاطر فرماندهی در نبرد پل است. نبرد پل تنها جنگ در رشته جنگ‌های صدر اسلام مابین ایران و عرب‌ها بود که به پیروزی قاطع ایرانیان منجر شد.

## پیروزی بهمن جادویه در جنگ پل
خالد بن ولید بین سال‌های ۶۳۲ تا ۶۳۳ میلادی در طی جنگ‌هایی توانست حیره را تصرف کند. پس از تصرف حیره ابوبکر او را به شام روانه کرد و مثنی بن حارث شیبانی در عراق جایگزین او شد. با عزیمت خالد بیشتر شهرها و آبادی‌هایی که به تاراج عرب رفته بودند یا تن به پرداخت جزیه و خراج داده بودند، باز از فرمان اعراب سر فرو پیچیدند. رستم فرخزاد که در این زمان کسب قدرت کرده بود، دهقانان سواد را به دفع اعراب واداشت و به هر آبادی کسی را فرستاد تا مردم را بر عرب بشوراند. در سال ۶۳۴ میلادی بهمن جاذویه توسط رستم فرخزاد از تیسفون به‌ همراه سپاه و فیل‌های جنگی به سواد اعزام شد؛ از آن سوی ابوعبیدبن مسعود ثقفی نیز در کرانهٔ غربی فرات در جایی به نام مروحه لشکرگاه زد. در آن محل بر روی فرات پلی واقع بود ابوعبید با لشکر خویش از آن پل گذشت و در طی جنگی سخت ابوعبید با حدود چهار هزار نفر از لشکریانش در این جنگ که جنگ پل نامیده می‌شود، کشته شدند و گروه باقی‌مانده فرار کردند. همچنین مثنی بن حارث شیبانی در این جنگ زخمی شد و چندی بعد در اثر همین زخم فوت کرد. بهمن جادویه می‌خواست تا فراریان را دنبال کند لیکن خبر رسید که در تیسفون باز اختلاف پدید آمده‌ است از این رو بهمن راه تیسفون را در پیش گرفت.

## مرگ
روز دوم جنگ قادسیه را با امید به رسیدن نیروی کمکی آغاز کردند و آن را «یوم اغواث» نامیدند، ابی عبیده فرمانده سپاه اسلام پس از فتح دمشق به دستور عمر، سپاه خود را به فرماندهی هاشم بن عتبة بن ابی‌وقاص و مقدمهٔ سپاه را به فرماندهی قعقاع بن عمرو به سوی سپاه تحت فرمان سعد فرستاد تا به آنان یاری برسانند. افراد سعد که به صحت این خبر اطمینان نداشتند با رسیدن مقدمهٔ سپاه و قعقاع نیرو یافتند و به مبارزه پرداختند. قعقاع که فردی شجاع و با تدبیر بود، نیروهای خود را به دسته‌های ده نفری تقسیم نمود و با ورود هر دسته به میدان نبرد، فریاد الله اکبر، به نشان شادی برمی‌خواست. نزدیک ظهر بود که هاشم و سپاه اصلی رسیدند و بی‌تعلل وارد میدان شدند و در این هنگام بین اعراب این سخن تکرار می‌شد: 
این همان مرد است که ابوبکر در حق او گفته سپاهی این مرد را در میان دارد و هرگز پا به فرار نمی‌دارد.
 قعقاع درخواست مبارزهٔ تن به تن کرد و بهمن جادویه گام جلو نهاد و هنگامی که با او روبه‌رو شد، قعقاع او را شناخت و فریاد انتقام و خونخواهی سر داد و در آخر موفق به کشتن بهمن جادویه شد

## اشتباه در گزارش‌های مربوط به ذوالحاجب
برخی از مورخان نام او را مردانشاه و لقبش را ذوالحاجب آورده، و گفته‌اند: چون ابروان انبوهش را می‌بست تا بر چشمانش فرو نیفتند، به ذوالحاجب ملقب شد. اما این دلیل چندان قانع‌کننده نیست، زیرا ظاهراً در همان دوره کسان دیگری هم به ذوالحاجب و ذوالحاجبین نام بُردار بوده‌اند. نولدکه نوشته‌است که احتمالاً علت اینکه به چندین نفر لقب ذوالحاجب تعلق گرفته شاید به سبب مقام و عنوانی بوده‌است که در دستگاه ساسانیان داشته‌اند. نیز در اینکه مردانشاه و ذوالحاجب نام و لقب بهمن بوده‌است، با تکیه بر روایات مورخان مسلمان می‌توان تردید کرد، زیرا نه تنها طبری هیچ‌گاه او را مردانشاه نخوانده‌است، بلکه در برخی از گزارش‌ها مردانشاه و ذوالحاجب به مثابهٔ دوتن اما معاصر و همراه هم، مطرح شده‌اند. در بعضی از روایت‌ها نیز مردانشاه را ذوالحاجب یا ذوالحاجبین، ولی او را غیر از بهمن جاویه دانسته‌اند. همچنین طبری در روایتی مربوط به جنگ نهاوند آورده‌است که چون ذوالحاجب کشته شد، بهمن جادویه جای او را گرفت. باید توجه داشت که در گزارش‌های مربوط به فرماندهان و سپاهیانی که لقب ذولحجاب داشته‌اند، غلط دیده می‌شود.